# Lambert-Thiboust
Pour les articles homonymes, voir Thiboust.
Pierre-Antoine-Auguste Thiboust dit Lambert-Thiboust est un dramaturge français né le 25 octobre 1827 dans l'ancien 2e arrondissement de Paris, ville où il est mort le 10 juillet 1867  dans le 17e arrondissement.

## Biographie
Lambert-Thiboust choisit d'abord la carrière de comédien. Il remporte au Conservatoire de Paris, en 1848, un prix de tragédie, puis il joue quelque temps à l'Odéon.
Rapidement, il se tourne vers l'écriture, et fait jouer à l'Odéon dès 1848 sa première pièce, L'Hôtel Lambert, une comédie en un acte. En 1850, sa pièce en  trois actes, L'Homme au petit manteau bleu, remporte un réel succès. Dès lors, seul ou associé avec différents collaborateurs, Alfred Delacour, Théodore Barrière, Clairville, Adrien Decourcelle, Henri de Kock, Paul Siraudin, Ernest Blum, Eugène Grangé, Frédéric Charles de Courcy, il signe, en moins de vingt ans, une centaine de pièces, comédies, vaudevilles et drames, dont une bonne part ont, en leur temps, connu le succès.

## Vie privée
Lambert-Thiboust est l'un des amants de Anne Deslions. 

## Distinctions
- Chevalier de la Légion d'honneur au titre du Ministre de la Maison de l'Empereur et des Beaux-Arts (décret du 12 août 1864). Parrain : Camille Doucet, de l'Académie française[5].

## Œuvres

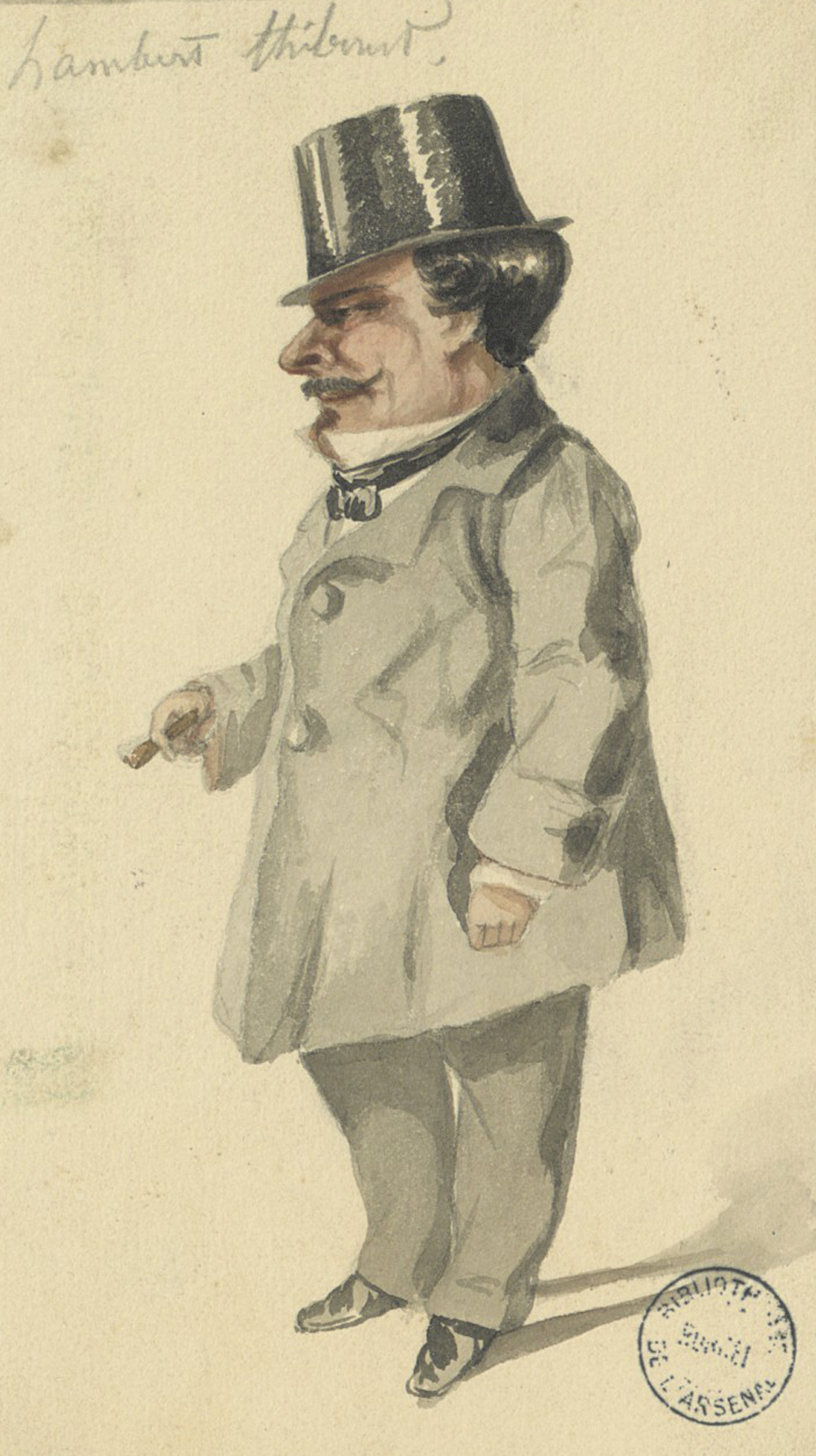
Lambert-Thiboust par Lhéritier.

- 1848 : L'Hôtel Lambert, comédie en un acte de Lambert-Thiboust au théâtre de l'Odéon (5 mars)
- 1850 : L'Homme au petit manteau bleu, pièce en trois actes de Lambert-Thiboust
- 1850 : Les Trois Dondon, vaudeville en un acte de Lambert-Thiboust et Alfred Delacour au théâtre du Vaudeville (10 juillet)
- 1850 : Les Rubans d'Ivonne, comédie en un acte mêlée de chant de Lambert-Thiboust et Henri de Kock au théâtre de la Gaîté (28 septembre)
- 1851 : Le Diable, drame en six actes de Lambert-Thiboust et Delacour au théâtre de la Porte-Saint-Martin (26 avril)
- 1851 : La Corde sensible, vaudeville en un acte de Lambert-Thiboust et Clairville au théâtre du Vaudeville (8 octobre)
- 1852 : Paris qui dort, scènes de la vie nocturne en cinq actes de Lambert-Thiboust et Delacour, musique de Pierre-Julien Nargeot et Auguste Bazille, au théâtre des Variétés (21 février)
- 1853 : Les Filles de marbre, drame en cinq actes mêlé de chants de Lambert-Thiboust et Théodore Barrière au théâtre du Vaudeville (17 mai)
- 1853 : Les Mystères de l'été, comédie-vaudeville en cinq actes de Lambert-Thiboust et Delacour, musique de Nargeot, au théâtre des Variétés (9 juin)
- 1853 : Les Enfers de Paris en cinq actes de Lambert-Thiboust et Roger de Beauvoir au théâtre des Variétés (16 septembre)
- 1853 : L'Amour, qué qu'c'est que ça ?, vaudeville en un acte de Lambert-Thiboust, Clairville et Delacour au théâtre des Variétés (6 avril)
- 1853 : Diane de lys et de camélias, ou la Femme du monde légère, liée à un homme bilieux qui n'entend pas la plaisanterie, grande parodie en trois petits tableaux de Lambert-Thiboust et Delacour au théâtre des Variétés (7 décembre)
- 1854 : Les Oiseaux de la rue, scènes populaires en trois actes et quatre tableaux de Lambert-Thiboust et Delacour au théâtre des Variétés (6 janvier)
- 1854 : Le Cabaret du Pot-Cassé, vaudeville en trois actes de Lambert-Thiboust et Clairville, musique de Jules Bariller, au théâtre du Vaudeville (22 septembre)
- 1855 : Le Quart de monde, ou le Danger d'une particulière pleine de malice pour un individu vraiment impressionnable, parodie du demi-monde, étude réaliste mêlée de couplets et d'effets de style de Lambert-Thiboust et Clairville au théâtre des Variétés (18 avril)
- 1855 : Un bal d'Auvergnats, vaudeville en un acte de Lambert-Thiboust, Paul Siraudin et Delacour au théâtre du Palais-Royal (5 avril)
- 1855 : Je dîne chez ma mère, comédie en un acte mêlée de couplets de Lambert-Thiboust et Decourcelle au théâtre du Gymnase-Dramatique (31 décembre)
- 1856 : Le Tueur de lions, comédie-vaudeville en un acte de Lambert-Thiboust et Lehmann au théâtre du Palais-Royal (15 février)
- 1856 : Madame Lovelace, pièce en trois actes de Lambert-Thiboust au théâtre du Vaudeville (22 février)
- 1857 : Les Princesses  de la rampe, comédie en deux actes mêlée de chant de Lambert-Thiboust et Léon Beauvallet, musique de Nargeot, au théâtre des Variétés (26 février)
- 1859 : Rosalinde ou Ne jouez pas avec l'amour, comédie en un acte de Lambert-Thiboust et Aurélien Scholl au théâtre du Gymnase (1er juillet)
- 1860 : La Fille du diable, féerie-vaudeville en cinq actes et huit tableaux de Lambert-Thiboust, Clairville et Siraudin, musique de Nargeot, au théâtre de l'Ambigu-Comique (9 juin)
- 1860 : La Petite Pologne, drame en cinq actes de Lambert-Thiboust et Ernest Blum au théâtre de la Gaîté (29 juin)
- 1861 : Le Crétin de la montagne, drame en cinq actes et huit tableaux de Lambert-Thiboust et Eugène Grangé au théâtre de la Gaîté (3 juin)
- 1862 : Un mari dans du coton, comédie-vaudeville en un acte de Lambert-Thiboust au théâtre des Variétés (6 avril)
- 1862 : Les Poseurs, comédie en trois actes de Lambert-Thiboust et Jules Duval au théâtre des Variétés (17 mars)
- 1863 : Le Secret de Miss Aurore, drame en cinq actes et huit tableaux de Lambert-Thiboust et Bernard Derosne, musique de Degroot, au théâtre du Châtelet (3 juillet)
- 1863 : Les Diables roses, avec Eugène Grangé, créé le 4 septembre 1863 au théâtre du Palais-Royal.
- 1864 : L'homme n'est pas parfait, tableau populaire en un acte de Lambert-Thiboust au théâtre des Variétés (1er janvier)
- 1865 : Les Jocrisses de l'amour, comédie en trois actes de Lambert-Thiboust et Théodore Barrière au théâtre du Palais-Royal (31 janvier)
- 1865 : Le Supplice d'un homme, comédie-vaudeville en trois actes de Lambert-Thiboust et Grangé au théâtre du Palais-Royal (12 juillet)
- 1865 : La Marieuse, comédie en deux actes de Lambert-Thiboust et Charles de Courcy au théâtre du Gymnase (17 octobre)
- 1865 : La Voleuse d'enfants, drame en cinq actes et huit tableaux de Lambert-Thiboust et Grangé au théâtre de l'Ambigu-Comique (6 mai)
- 1866 : La consigne est de ronfler, comédie-vaudeville en un acte mêlée de couplets de Lambert-Thiboust et Grangé au théâtre du Palais-Royal (1er février)

## Adaptations cinématographiques
- 1916 : L'homme n'est pas parfait réalisé par Georges Denola ;